# Kasseler Bachchor
Der Kasseler Bachchor e.V. ist ein gemischter Chor aus Nordhessen.

## Geschichte
Der Chor wurde im Sommer 1977 von seinem Dirigenten Norbert Ternes als Laienchor gegründet. Seit Beginn bringt er vorwiegend kirchenmusikalische Chorwerke aus allen Epochen der Musikgeschichte zur Aufführung. Im Laufe der Jahre entstand ein gut harmonierender Klangkörper, der seit 1981 jedes Jahr mehrere Konzerte auf hohem musikalischem Niveau gibt. Sein Wirkungskreis ist dabei nicht auf das Gebiet der Stadt Kassel beschränkt, sondern umfasst den gesamten nordhessischen Raum.
Zum Repertoire gehören neben den Werken des Namensgebers Johann Sebastian Bach sowie Georg Friedrich Händels Chorwerke aus Barock, Klassik und Romantik. Weiterhin führt der Chor auch Werke weniger bekannter Komponisten und musikalische Raritäten auf, teils als Kasseler Erstaufführung.
Dazu gehören die 2006 aufgeführte „Petite Messe solennelle“ von Gioacchino Rossini, das Passionsoratorium „Der Tod Jesu“ von Carl Heinrich Graun und die Kantaten von Fanny Hensel-Mendelssohn. Im Jubiläumsjahr 2002 standen u. a. die Matthäuspassion von Johann Sebastian Bach, eine konzertante Aufführung der Oper „Dido and Aeneas“ von Henry Purcell sowie das Oratorium „Die letzten Dinge“ des einst in Kassel wirkenden Komponisten Louis Spohr auf dem Programm.
Neben den wöchentlichen Proben sind die Chormitglieder auch zu musischen Wochenenden mit intensiver Probenarbeit verpflichtet. 
In den Konzerten wird der Kasseler Bachchor zumeist vom Pro-Arte-Kammerorchester, dessen Gründer und künstlerischer Leiter ebenfalls Norbert Ternes ist, oder dem Philharmonischen Kammerorchester Wernigerode unterstützt. Die künstlerische Kontinuität zeigt sich auch in der Aufnahme des Kasseler Bachchores in den Verband Deutscher Konzertchöre (VDKC).